# L'Étrange Vie de Nobody Owens
L'Étrange Vie de Nobody Owens (titre original : The Graveyard Book) est un roman fantastique de l'écrivain anglais Neil Gaiman publié en 2008 et traduit en français en 2009.

## Résumé
Un enfant de dix-huit mois s'échappe de chez lui la nuit où Le Jack, membre d'une confrérie secrète, assassine toute sa famille. Il se dirige par hasard vers le cimetière voisin, hanté par des fantômes. Un couple d'entre eux, Monsieur et Madame Owens, décident de l'adopter. Ils l'appellent « Nobody » (en anglais, « personne » ou, littéralement, « pas de corps »).
Le jeune garçon est alors élevé par les habitants étranges et loufoques du cimetière.

## Récompenses
Source : https://isfdb.org/cgi-bin/title.cgi?872030
- Prix Hugo du meilleur roman 2009
- Prix Locus du meilleur roman pour jeunes adultes 2009
- Médaille Newbery (prestigieux prix américain pour une œuvre de fiction jeunesse) 2009
- Médaille Carnegie (prestigieux prix anglais pour une œuvre de fiction jeunesse) 2010
- Prix du livre jeunesse de Marseille (PLJM) 2010. Présenté par le collège Thiers.
- Prix des incorruptibles

## Adaptation

### Film
En avril 2012 les studios Walt Disney Pictures acquièrent les droits d'adaptation au cinéma du roman. Le réalisateur Henry Selick qui a déjà auparavant adapté le livre Coraline du même auteur doit réaliser ce film.
Mais Disney interrompt l’adaptation quand l'auteur est accusé d'agressions sexuelles par six femmes à l'été 2024.

### Roman graphique
Le roman est adapté en bande dessinée, scénarisée par P. Craig Russell, et dessinée par lui-même, Scott Hampton, Tony Scott, Jill Thompson, Galen Showman.
L'édition française parait en 2015, en deux tomes aux Éditions Delcourt, dans la collection Contrebande  (ISBN 978-2-7560-6797-1 et 978-2-7560-6944-9).

## Éditions
- (en) Neil Gaiman, The Graveyard Book, HarperCollins, septembre 2008, 320 p. (ISBN 0060530928)
- Neil Gaiman (trad. de l'anglais par Valérie Le Plouhinec), L'Étrange Vie de Nobody Owens, Albin Michel Jeunesse, coll. « Wiz », 4 mars 2009, 310 p. (ISBN 978-2226189547)
- Neil Gaiman (trad. de l'anglais par Valérie Le Plouhinec), L'Étrange Vie de Nobody Owens, J'ai lu, coll. « Science-fiction », 9 mai 2012, 256 p. (ISBN 978-2290055908)